# Trafaria
Trafaria era una freguesia portuguesa del municipio de Almada, distrito de Setúbal.

## Geografía
Trafaria se encuentra en la margen izquierda del río Tajo entre Bico da Calha y Portinho da Costa. En la Cova do Vapor (una localidad con casas de madera, la mayoría de vacaciones), tiene lugar el encuentro entre el Tajo y el océano Atlántico. Su vegetación es exuberante y aislada.

## Historia
Fue suprimida el 28 de enero  de 2013, en aplicación de una resolución de la Asamblea de la República portuguesa promulgada el 16 de enero de 2013 al unirse con la freguesia de Caparica, formando la nueva freguesia de Caparica e Trafaria.